# Steve Brusatte
Stephen Louis Brusatte, dit Steve Brusatte, né le 24 avril 1984 à Ottawa (Illinois), est un paléontologue américain en poste en Écosse, spécialisé dans l'étude des dinosaures.

## Formation
- 2013 : PhD, Earth and Environmental Sciences, Columbia University (USA)
- 2011 : MPhil, Earth and Environmental Sciences, Columbia University (USA)
- 2008 : MSc, Earth Sciences, University of Bristol (UK)
- 2008 : MSc, Palaeobiology, University of Bristol (UK)
- 2006-2008 : Marshall Scholarship, United Kingdom
- 2006 : BS, Geophysical Sciences, University of Chicago (USA)

## Carrière
Steve Brusatte œuvre pour l'université d'Édimbourg. Il y travaille comme biologiste évolutionniste, spécialisé en anatomie et évolution des dinosaures et autres espèces fossiles du Mésozoïque.

## Travaux
Steve Brusatte a décrit plus de dix nouvelles espèces d'animaux fossiles.
Il a réalisé des fouilles en Grande-Bretagne, Chine, Lituanie, Pologne, Portugal, Roumanie et aux États-Unis.

### Le monstre du Loch Storr
Le grand public le connait surtout pour son travail sur le monstre du Loch Storr,. Le surnom de « monstre du Loch Storr » est dû à sa découverte en 1966, sur l'île de Skye en Écosse, par le directeur d'une usine électrique voisine. Son squelette a été dévoilé au grand public pour la première fois au musée national d'Écosse, à Édimbourg, en 2016, par l'équipe de Steve Brusatte. Le « monstre » est en fait un ichthyosaure, vieux de 170 millions d'années.

## Publications
Steve Brusatte a écrit plus de 60 articles scientifiques, publié de nombreux livres (parmi lesquels le Dinosaurs Coffee Table Book et le volume technique Paléobiologie des dinosaures).
- Brusatte, Stephen L. 2005. Review: The Great Dinosaur Controversy: A Guide to the Debates. Earth Sciences History, 24, 131-132.
- Brusatte, Stephen L. 2008. Review: Your Inner Fish: A Journey into the 3.5-Billion-Year History of the Human Body. Palaeontological Association Newsletter, 68, 116-117.
- Brougham, J., et Brusatte, Stephen L. 2010. Distorted Microraptor specimen is not ideal for understanding the origin of avian flight. Proceedings of the National Academy of Sciences (USA), 107, E155.
- Brusatte, Stephen L. 2010. Review: Tyrannosaurus rex: The Tyrant King. Journal of Vertebrate Paleontology, 30, 304-305.
- Brusatte, Stephen L. 2010. Review: The Age of Dinosaurs in South America. Palaeontological Association Newsletter, 74, 79-80.
- Brusatte, Stephen L. 2011. Review: The Princeton Field Guide to Dinosaurs. Journal of Vertebrate Paleontology, 31, 932-933.
- Brusatte, Stephen L. 2012. Review: Transylvanian Dinosaurs. Priscum: Newsletter of the Paleontological Society, 19(2), 22-24.
- Brusatte, Stephen L. 2013. Review: The Complete Dinosaur (Second Edition). Priscum: Newsletter of the Paleontological Society, 20(2), 24-25.
- Brusatte, Stephen L. 2014. Review: Dinosaurs of the British Isles. Palaeontological Association Newsletter, 87, 65-66.
- Brusatte, Stephen L. 2016. Review: At the Top of the Grand Staircase: the Late Cretaceous of Southern Utah. Palaeontological Association Newsletter, 91, 106-107.
- Brusatte, Stephen L. 2016. Evolution: how some birds survived when all other dinosaurs died. Current Biology, 26, R415-R417.
- Brusatte, Stephen L. 2018. The Rise and Fall of the Dinosaurs - A New History of a Lost World, Harper Collins Publishers,  (ISBN 978-0062490421), traduit en français sous le titre 'Le triomphe et la chute des dinosaures : la nouvelle histoire d'un monde oublié, 2021, Éditions Quanto,  (ISBN 978-2-88915-357-2)

Ses recherches sont régulièrement relayées par les médias grand public. Il est notamment « resident paleontolog », l'équivalent de consultant scientifique, pour l'équipe de la BBC sur le sujet des dinosaures.